# Пам'ятки історії Старосамбірського району
У Старосамбірському районі Львівської області нараховується 21 пам'ятка історії.
| #  | назва | датування                 | адреса                                               | охоронний номер | Номер і дата рішення             |  |
| -- | --- | ------------------------- | ---------------------------------------------------- | --------------- | -------------------------------- |  |
| 1  | Братська могила українських січових стрільців (пам., 1990)                                                                   | 1918 р.                   | с. Зоротовичі                                        | 1707            | Розпорядження № 528, 19.07.1995  |  |
| 2  | Братська могила воїнів УПА (пам., 1991, з/бетон)                                                                             | 1944 р., 1946 р.          | с. Бусовисько, кладовище                             | 1708            | Розпорядження № 1039, 06.10.1997 |  |
| 3  | Братська могила радянських воїнів (пам., 1948, з/бетон)                                                                      | липень-серпень 1944 р.    | с. Губичі, кладовище                                 | 812             | Рішення № 183, 05.05.1972        |  |
| 4  | Братська могила радянських воїнів (пам., 1950, з/бетон)                                                                      | серпень, 1944 р.          | м. Добромиль, біля ратуші                            | 813             | Рішення № 183, 05.05.1972        |  |
| 5  | Дільниця на кладовищі, де поховані радянські воїни(1 бр., 14 індивід. могил; пам., 1955, з/бетон)                            | серпень, 1944 р., 1945 р. | м. Добромиль, міське кладовище                       | 814             | Рішення № 183, 05.05.1972        |  |
| 6  | Братська могила радянських воїнів (пам., 1965, мармурова крихта)                                                             | 1944 р.                   | с. Надиби, парк                                      | 815             | Рішення № 183, 05.05.1972        |  |
| 7  | Братська могила радянських воїнів (пам., 1948, з/бетон)                                                                      | 1944 р.                   | смт Нижанковичі                                      | 816             | Рішення № 183, 05.05.1972        |  |
| 8  | Братська могила радянських воїнів (пам., 1952, з/бетон)                                                                      | 1944 р.                   | смт Нижанковичі, кладовище                           | 817             | Рішення № 183, 05.05.1972        |  |
| 9  | Братська могила радянських воїнів (пам., 1968, з/бетон)                                                                      | 1944 р.                   | с. Нове Місто, кладовище                             | 818             | Рішення № 183, 05.05.1972        |  |
| 10 | Братська могила радянських воїнів (пам., ск. М.Лисенко, 1957, мармурова крихта)                                              | липень-серпень 1944 р.    | с. Скелівка, при в'їзді в село                       | 820             | Рішення № 183, 05.05.1972        |  |
| 11 | Братська могила жертв репресій (пам., 1991)                                                                                  | червень 1941 р.           | с. Солянуватка, «Саліна»                             | 1709            | Розпорядження № 528, 19.07.1995  |  |
| 12 | Братська могила радянських воїнів (пам., 1967, мармурова крихта, з/бетон)                                                    | липень-серпень 1944 р.    | с. Спас, кладовище                                   | 821             | Рішення № 183, 05.05.1972        |  |
| 13 | Братська могила радянських воїнів (пам., 1972, з/бетон, мармурова крихта)                                                    | серпень 1944 р.           | м. Старий Самбір, міське кладовище                   | 811             | Рішення № 183, 05.05.1972        |  |
| 14 | Могила Козакова В. І., Героя Радянського Союзу (пам., 1947, мармурова крихта))                                               | 1923 — 14.08.1944 р.      | м. Старий Самбір, пл. Козакова                       | 827             | Рішення № 183, 05.05.1972        |  |
| 15 | Братська могила воїнів УПА (пам., 1994, з/бетон)                                                                             | 1941—1952 рр.             | м. Старий Самбір, міське кладовище                   | 1710            | Розпорядження № 528, 19.07.1995  |  |
| 16 | Братська могила радянських воїнів (пам., 1967, з/бетон)                                                                      | липень-серпень 1944 р.    | с. Старява                                           | 822             | Рішення № 183, 05.05.1972        |  |
| 17 | Кладовище, де поховані радянські воїни (1 бр., 15 індивід. могил; пам., ск. В.Форостецький, 1952, мармурова крихта, з/бетон) | липень-серпень 1944 р.    | с. Стрілки, у центрі села                            | 823             | Рішення № 183, 05.05.1972        |  |
| 18 | Братська могила радянських воїнів (пам., 1957, мармурова крихта, з/бетон)                                                    | липень-серпень 1944 р.    | с. Топольниця, біля бібліотеки                       | 824             | Рішення № 183, 05.05.1972        |  |
| 19 | Дільниця на кладовищі, де поховані радянські воїни (1 бр., 12 індивід. могил; пам., 1959, з/бетон)                           | серпень 1944 р.           | м. Хирів, міське кладовище                           | 826             | Рішення № 183, 05.05.1972        |  |
| 20 | Братська могила радянських воїнів (пам., 1959, мармурова крихта)                                                             | 1941 р., 1944 р.          | м. Хирів, у центрі                                   | 825             | Рішення № 183, 05.05.1972        |  |
| 21 | Пам'ятник на честь скасування панщини (1898, чавун, пісковик)                                                                | 1848 р.                   | с. Головецьке, на роздоріжжі біля лісу, ур. «Магори» | 1711            | Розпорядження № 528, 19.07.1995  |  |
|    | |                           |                                                      |                 |                                  |  |

## Джерело
Перелік пам'яток Львівської області [Архівовано 16 вересня 2012 у Wayback Machine.]
 Вікісховище має мультимедійні дані за темою: Пам'ятки історії Старосамбірського району